# Просвіта (місячник)
«Просві́та» — щомісячний орган товариства «Просвіта», який виходив у Львові у 1936–1939 та поширював письменність і просвіту серед українського селянства.
У виданні містились цікаві читання, статті про гігієну, освіту і культуру, вказівки про те, як організувати хор та керувати місцевими організаціями.
Редактор журналу — доктор Іван Брик.

## Джерело
- Encyclopedia of Ukraine, Vol. IV, University of Toronto, 1993 (англ.)